# 桜井町 (安城市)
桜井町（さくらいちょう）は、愛知県安城市の地名。

## 地理
安城市南部に位置する。東は川島町・東町、南は姫小川町、北は堀内町に接する。

### 学区
市立小・中学校に通う場合、学校等は以下の通りとなる。また、公立高等学校に通う場合の学区は以下の通りとなる。
| 番・番地等 | 小学校             | 中学校             | 高等学校 |
| --- | ------------------ | ------------------ | -------- |
| 雨池下・稲荷西・桜西１〜３丁目・五ケ野・小三尻・新田・伝佐・咽首・蜂ケ尻・半抜 | 安城市立桜井小学校 | 安城市立桜井中学校 | 三河学区 |
| 雨池・阿原・入越上・印内北分・印内南分・太田・大橋・大役田・小原薮・貝戸尻・上小縄手・干地・北阿原下・北新田・蟻路・グテ・小縄手・小社・桜井・桜林・寒池・三度山・下谷・城阿原・城向・城向１～３丁目・新左・雑用山・高見・立園・茶木原・茶屋坊・土取・塔元・中開道・中新田・中狭間・西天上・西徳・西町上・西町下・西町中・東天上・東徳・二タ子・古井堤・坊主山・宮下・宮西・元山・門原・薬師田・山ノ寺 | 安城市立桜林小学校 | 安城市立桜井中学校 | 三河学区 |

## 歴史

### 人口の変遷
国勢調査による人口および世帯数の推移。
| 1995年（平成7年）  | 1705世帯 5417人 |  |
| 2000年（平成12年） | 1721世帯 5378人 |  |
| 2005年（平成17年） | 1995世帯 5717人 |  |
| 2010年（平成22年） | 2309世帯 6392人 |  |
| 2015年（平成27年） | 2633世帯 7135人 |  |
| 2020年（令和2年）  | 3656世帯 9417人 |  |

### 沿革
- 2025年（令和7年）1月11日：安城桜井駅周辺特定土地区画整理事業の換地処分に伴い、町境および町内の住所を変更[WEB 12]。

## 交通
- 名鉄西尾線桜井駅[1]
- 愛知県道岡崎西尾線（岡崎街道）[1]
- 愛知県道碧海桜井停車場石井線[1]

## 施設
- 桜井城址[1]
- 近藤紡績所桜井工場[1]
- 城山団地[1]
- 安城市役所桜井支所[1]
- 桜井公民館[1]
- 桜井郵便局[1]
- 桜井農協桜井本店[1]
- 桜井農協Aコープ店[1]
- 安城学園桜井幼稚園[1]
- 愛知学泉女子短期大学[1]
- 愛知県立安城南高等学校[1]
- 愛知県立安城特別支援学校[1]
- 西町公民館[1]
- 桜井農協桜井支店[1]
- 碧海信用金庫桜井支店[1]
- 城向公民館[1]
- 城向公会堂[1]
- 城向老人クラブ向上会憩の家[1]
- 城山公民館[1]
- 城山保育園[1]
- 下谷公会堂[1]
- 下谷老人憩の家[1]
- 下谷農事生産組合[1]
- 八幡社[1]
- 浄土宗鎮西派菩提寺[1]
- 中開道公会堂[1]
- 中開道老人憩の家[1]
- 真宗大谷派円光寺[1]
- 安城市立桜林小学校[1]
- 桜井保育園[1]
- 印内公民館[1]
- 印内子供会の家[1]
- 印内老人憩の家[1]
- 桜井神社[1]
- 二子古墳[1]

### WEB
1. ↑  “愛知県安城市の町丁・字一覧”.   人口統計ラボ. 2023年8月26日閲覧。
2. 1 2  総務省統計局 (2022年2月10日). “令和2年国勢調査の調査結果(e-Stat) - 男女別人口，外国人人口及び世帯数－町丁・字等” (CSV). 2023年8月2日閲覧。
3. ↑  “愛知県安城市の郵便番号一覧”.   日本郵便. 2023年8月26日閲覧。
4. ↑  “市外局番の一覧” (PDF).   総務省 (2022年3月1日). 2022年3月22日閲覧。
5. ↑  安城市役所教育振興部学校教育課学事係 (2025年3月21日). “小中学校区一覧（町別50音順）”.   安城市. 2025年4月18日閲覧。
6. ↑  “平成29年度以降の愛知県公立高等学校（全日制課程）入学者選抜における通学区域並びに群及びグループ分け案について”.   愛知県教育委員会 (2015年2月16日). 2019年1月14日閲覧。
7. ↑  総務省統計局 (2014年3月28日). “平成7年国勢調査の調査結果(e-Stat) - 男女別人口及び世帯数 －町丁・字等” (CSV). 2021年7月20日閲覧。
8. ↑  総務省統計局 (2014年5月30日). “平成12年国勢調査の調査結果(e-Stat) - 男女別人口及び世帯数 －町丁・字等” (CSV). 2021年7月20日閲覧。
9. ↑  総務省統計局 (2014年6月27日). “平成17年国勢調査の調査結果(e-Stat) - 男女別人口及び世帯数 －町丁・字等” (CSV). 2021年7月21日閲覧。
10. ↑  総務省統計局 (2012年1月20日). “平成22年国勢調査の調査結果(e-Stat) - 男女別人口及び世帯数 －町丁・字等” (CSV). 2021年7月21日閲覧。
11. ↑  総務省統計局 (2017年1月27日). “平成27年国勢調査の調査結果(e-Stat) - 男女別人口及び世帯数 －町丁・字等” (CSV). 2021年7月21日閲覧。
12. ↑  安城市役所都市整備部区画整理課 (2025年2月10日). “住所(所在地)変更手続きについて”.   安城市. 2025年4月18日閲覧。

### 書籍
1. 1 2 3 4 5 6 7 8 9 10 11 12 13 14 15 16 17 18 19 20 21 22 23 24 25 26 27 28 29 30 31 32 33 34 35 36 37 38 39 40  「角川日本地名大辞典」編纂委員会 1989, p. 1565.